# توني دين سميث
توني دين سميث (بالإنجليزية: Tony Dean Smith)‏ هو كاتب سيناريو ومخرج جنوب أفريقي، ولد في 12 أكتوبر 1977 في جوهانسبرغ في جنوب أفريقيا.

## وصلات خارجية
- توني دين سميث على موقع IMDb (الإنجليزية)
- توني دين سميث على موقع ألو سيني (الفرنسية)
- توني دين سميث على موقع أول موفي (الإنجليزية)
- توني دين سميث على موقع قاعدة بيانات الفيلم (الإنجليزية)
- توني دين سميث على موقع كينوبويسك (الروسية)